# Howard H. Aiken

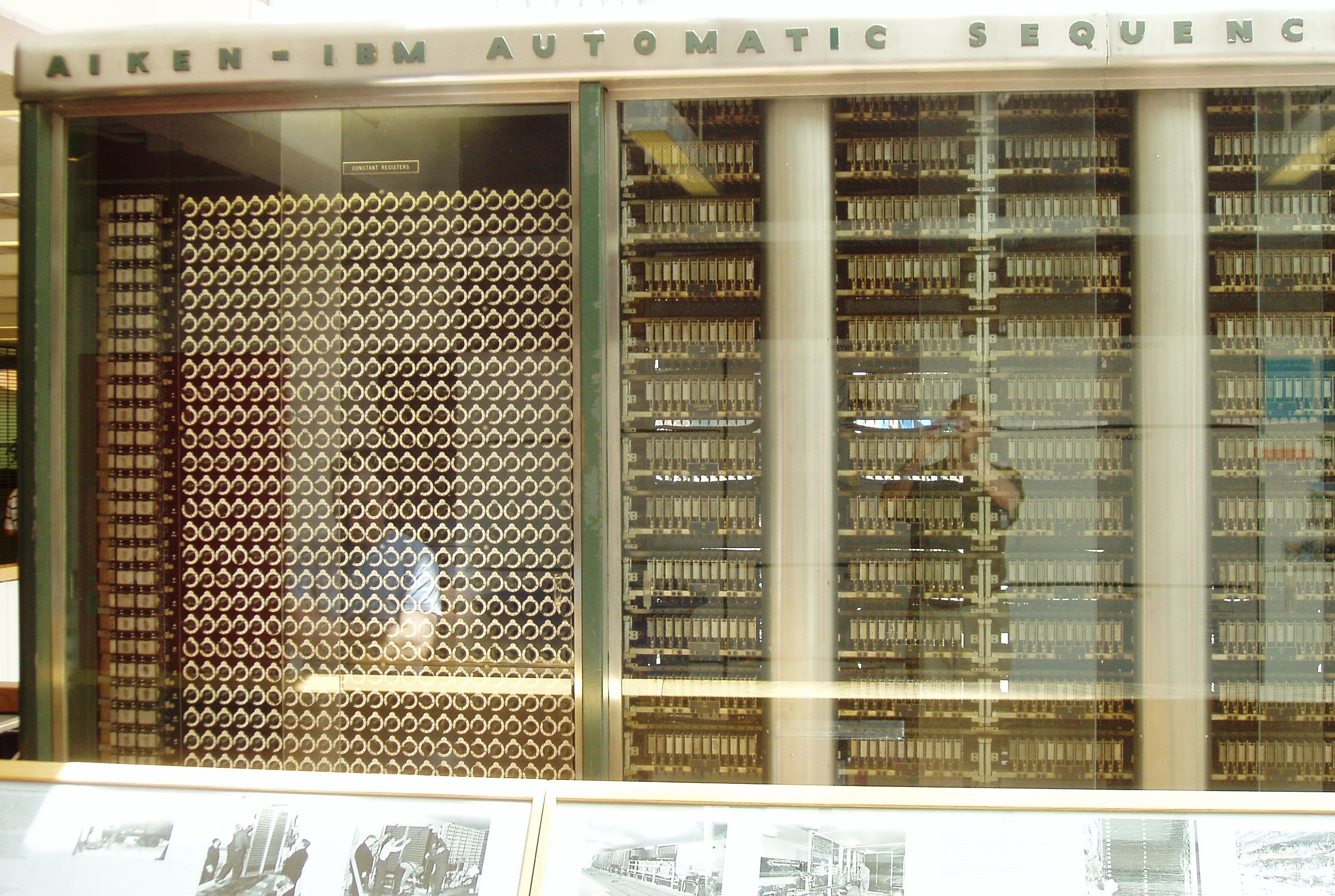
Fotografía del Harvard Mark I.

Howard H. Aiken (Hoboken, Nueva Jersey, 8 de marzo de 1900-San Luis, Misuri, 14 de marzo de 1973) fue un físico estadounidense, pionero en el campo de la informática y científico principal tras el proyecto que dio lugar a la serie de ordenadores Mark.

## Biografía
Fue hijo único. Al llegar a la adolescencia se mudó, con sus padres, a casa de sus abuelos maternos en Indianápolis.
Estudió en la Universidad de Wisconsin-Madison, y posteriormente obtuvo su doctorado en física en la Universidad de Harvard en 1939. Durante este tiempo, encontró ecuaciones diferenciales que sólo podía resolver numéricamente. Ideó un dispositivo electromecánico de computación que podía hacer gran parte de ese trabajo por él. Este ordenador fue originalmente llamado Automatic Sequence Controlled Calculator (ASCC) y posteriormente renombrado Harvard Mark I. Con la ayuda de Grace Hopper, y financiado por IBM, la máquina fue completada en 1944.
En 1947, Aiken, completó su trabajo en el ordenador Harvard Mark II. Continuó su trabajo en el Mark III y en el Harvard Mark IV. El Mark III utilizó algunos componentes electrónicos y el Mark IV fue completamente electrónico. El Mark III y el Mark IV utilizaron memoria de tambor magnético y el Mark IV también tenía un núcleo de memoria magnética.
Aiken fue inspirado por la Máquina Diferencial de Charles Babbage.
De él, se supone que dijo, en 1947: "Sólo seis ordenadores digitales electrónicos serían necesarios para satisfacer las necesidades de computación de todos los Estados Unidos". La cita también es atribuida a Thomas John Watson, pero probablemente no fue dicha por ninguno de los dos.
Howard Aiken fue también oficial en la Reserva de la Marina estadounidense.
El 14 de marzo de 1973, Aiken murió durante un viaje a San Luis, Misuri.

## Premios
- En 1964 recibió la Medalla Harry H. Goode, de la cual, asimismo, fue su primer galardonado.

- En 1970, Aiken, recibió la Medalla Edison IEEE del IEEE por 'Una meritoria carrera de contribuciones pioneras al desarrollo y la aplicación de ordenadores digitales de gran escala e importantes contribuciones a la educación en el campo de los ordenadores digitales'.